# Deutsche Akademische Flüchtlingsinitiative Albert Einstein
Die Deutsche Akademische Flüchtlingsinitiative Albert Einstein (kurz DAFI) ist ein Programm, das seit 1992 Stipendien an anerkannte Flüchtlinge in ihrem Asylland vergibt. Die Fördermittel der Deutschen Bundesregierung in diesem Programm werden vom Flüchtlingshilfswerk der Vereinten Nationen (UNHCR) verwaltet.

## Organisation
1992 wurde das Programm von der Deutschen Bundesregierung gestiftet. Obwohl die Fördermittel ausschließlich von der Bundesregierung gestellt werden, werden die Mittel vom UNHCR verwaltet und den Flüchtlingen zugeteilt. 2007 konnten über 1.012 Studenten aus 35 unterschiedlichen Ländern direkt geholfen werden. 2008 wurden über 1.700 Flüchtlinge weltweit gefördert, da die Bundesregierung das Budget aufstocken konnte. Mit Stand zum Sommer 2020 wurden insgesamt 18.000 Studenten gefördert.

## Ziele
Flüchtlingen werden in ihren jeweiligen Gastländern mit einem Stipendium an den örtlichen Universitäten und Hochschulen ausgebildet, um bei der späteren Rückkehr in ihre Heimat zur positiven Entwicklung der jeweiligen Krisenregion beitragen zu können. Zu den erklärten Zielen gehört es daher:
- das Humankapital bei den Flüchtlingen zu entwickeln, damit sie zum Wiederaufbau ihrer Heimat beitragen können
- der Student soll dazu beitragen, dass sich die positive Entwicklung in seiner Heimat selbst zu tragen beginnt
- der Stipendiat soll bei seiner Rückkehr als Vorbild für andere Flüchtlinge wirken und sie zum Studieren animieren
- die Absolventen sollen an der Gemeinschaft der Flüchtlinge einen Dienst erweisen können

Zu diesem Zweck werden die Studenten vor allem in den Fachrichtungen Bildung und Pädagogik, Handel und Wirtschaft, Gesundheits- und Sozialwesen, Mathematik und Informatik, Ingenieurswesen, Land-, Fisch- und Forstwirtschaft gefördert.